# Mac Tyer
Socrate Petnga (Aubervilliers, 23 april 1979), beter bekend als Mac Tyer (/mæk ˈtaɪə/), is een Franse rapper van Nigeriaanse en Kameroenese origine. Hij is lid van de rapgroep Tandem, maar vergaart ook bekendheid als soloartiest. Hoewel hij voornamelijk hardcore rap maakt, heeft hij ook nummers die commerciëler zijn en waarvan het popgehalte hoger ligt. Mac Tyer is woonachtig in de Cité van Fusain in Aubervilliers, een voorstad van Parijs.

## Discografie

### Hitsingles
| Single met eventuele hitnotering(en) in de Nederlandse Top 40 | Datum van verschijnen | Datum van binnenkomst | Hoogste positie | Aantal weken | Opmerkingen      |
| ------------------------------------------------------------- | --------------------- | --------------------- | --------------- | ------------ | ---------------- |
| Patrimoine du Ghetto                                          | 2005                  | -                     | -               | -            | Met Kery James   |
| 9.3. tu peux pas test                                         | 2006                  | -                     | -               | -            | -                |
| D'où je viens                                                 | 2008                  | -                     | -               | -            | -                |
| Mauvais œil dans le périmètre                                 | 2008                  | -                     | -               | -            | -                |
| Vroum Vroum                                                   | 2008                  | -                     | -               | -            | -                |
| Jm'ennuie Grave                                               | 2009                  | -                     | -               | -            | -                |
| Tony a tué Manny                                              | 2010                  | -                     | -               | -            | -                |
| Ha! Ha! Ha!                                                   | 2010                  | -                     | -               | -            | -                |
| Obama Said                                                    | 2010                  | -                     | -               | -            | Met Derek Martin |
| Hat Trick                                                     | 2010                  | -                     | -               | -            | -                |
| Flow Helicoptere                                              | 2010                  | -                     | -               | -            | -                |
| So                                                            | 2011                  | -                     | -               | -            | -                |

### Albums
| Album met eventuele hitnotering(en) in de Nederlandse Album Top 100 | Datum van verschijnen | Datum van binnenkomst | Hoogste positie | Aantal weken | Opmerkingen        |
| ------------------------------------------------------------------- | --------------------- | --------------------- | --------------- | ------------ | ------------------ |
| Patrimoine Du Ghetto                                                | 2005                  | -                     | -               | -            | Met Joe Le Balafré |
| Le Général                                                          | 2006                  | -                     | -               | -            | -                  |
| D'Où Je Viens                                                       | 2008                  | -                     | -               | -            | -                  |
| Hat Trick                                                           | 2010                  | -                     | -               | -            | -                  |
| Untouchable                                                         | 2012                  | -                     | -               | -            | -                  |